# Queen Galadriel
Pour les articles homonymes, voir Galadriel.
Le Queen Galadriel est un ketch britannique à coque, pont et mâts en bois. C'est un ancien caboteur danois de type Baltic trader.

Son port d'attache actuel est Ipswich au Royaume-Uni. 

Son immatriculation est : TS K431 en marquage sur la grand-voile

## Histoire
Il a été construit au Danemark en 1937 sur le chantier naval J. Ring-Andersen à Svendborg. Il a d'adord servi comme voilier mixte pour le cabotage entre Danemark et Norvège, transportant différents frets, comme le charbon et des céréales. À partir de 1956, il a navigué au moteur seul et pour différents propriétaires sous les noms de Else ou Else of Thisted. Il a même navigué quelque temps sur la côte-est des USA.

En 1974, après avoir coulé du fait de son mauvais état, le caboteur a été récupéré et restauré par l'association britannique Cirdan sailing trust de Maldon, tenue par des religieux, qui l'a utilisé en formation éducative pour les jeunes défavorisés. Il y a pris le nom de Queen Galadriel. En 2003, il a subi une nouvelle grande restauration. 
Il est utilisé en école de voile, et il participe fréquemment à des Tall Ships' Races. Il participe aussi à des rassemblements de voiliers traditionnels et est venu aux Fêtes maritimes de Brest : Brest 2000 et Brest 2004. 
Il navigue surtout dans la partie sud de la mer du Nord (entre l'Angleterre, les Pays-Bas et la Belgique), en Manche (Anglo-normandes, Bretagne). Il peut embarquer jusqu'à 16 stagiaires en croisière, groupe d'adolescents ou passagers adultes.  
L'association Cirdan Sailing Trust possède 2 autres bateaux plus petits : le yawl Duet et le ketch à gréement bermudien Faramir.